# مطبخ ماكاوي
المطبخ الماكاوي يتأثر المطبخ في ماكاو بشكل أساسي بالمطبخ الصيني، وخاصة المطبخ الكانتوني والمطبخ الأوروبي، والمطبخ البرتغالي والتأثيرات من جنوب شرق آسيا والعالم الناطق بالبرتغالية، وذلك بسبب ماضي ماكاو كمستعمرة برتغالية وتاريخها الطويل كمركز سياحي دولي. وهذا المطبخ مثال مبكر للمطبخ المدمج ويعود تاريخه إلى القرن السادس عشر.

## أطباقه الرئيسية
يعد المينشي وفطائر البيض وكعك شرائح لحم الخنزير وحليب الزنجبيل وكعك اللوز من أكثر الأطباق الشهية شيوعًا في المنطقة. تستخدم طرق الطهي الشائعة أنواعًا مختلفة من التوابل مثل الكركم وحليب جوز الهند والقرفة لإضفاء نكهة إضافية على الأطباق وتعزيز الطعم. تنتمي العديد من الأطباق التي يتم تناولها بشكل روتيني في ماكاو إلى فئة فرعية هيونغشان من المطبخ الكانتوني. نتج العديد من الأطباق الماكاوية عن خلطات التوابل التي استخدمتها زوجات البحارة البرتغاليين في محاولة لمحاكاة الأطباق الأوروبية بالمكونات والتوابل الصينية المحلية.
عادةً ما يتم تتبيل الطعام الماكاوي بمجموعة متنوعة من التوابل، وسمك القد المجفف، مما يعطي نكهات خاصة. تشمل الأطباق الشعبية جالينها آ بورتوغيزا ، جالينها آ أفريكانا (دجاج أفريقي)، باكالهاو (سمك القد المملح البرتغالي التقليدي)، باتو دي كابيديلا ، جمبري الفلفل الحار الماكاوي، مينتشي، سلطعون الكاري المقلي؛ سلطة أذن الخنزير والبابايا والأرنب المطبوخ في النبيذ والقرفة والينسون.

#### تشا جوردو
تشا جوردو ، هو تقليد طهي بين المجتمع الماكاوي في ماكاو يشبه الشاي بعد الظهر. تاريخيًا، تستضيف العائلات ذات التراث البرتغالي في ماكاو حفلات تشا جوردو في عدد من المناسبات، بما في ذلك الأعياد الكاثوليكية، أو المعمودية، أو أعياد الميلاد، ولكن يمكن إقامتها لأي سبب. كما كانت بعض العائلات تستضيف شخصًا ما على أساس أسبوعي. كما يتم إقامة حفل تشا جوردو بعد حفل زفاف ماكا، بدلاً من المأدبة المزخرفة التي نراها في حفلات الزفاف الصينية.

## الأطباق والحلويات الماكانية

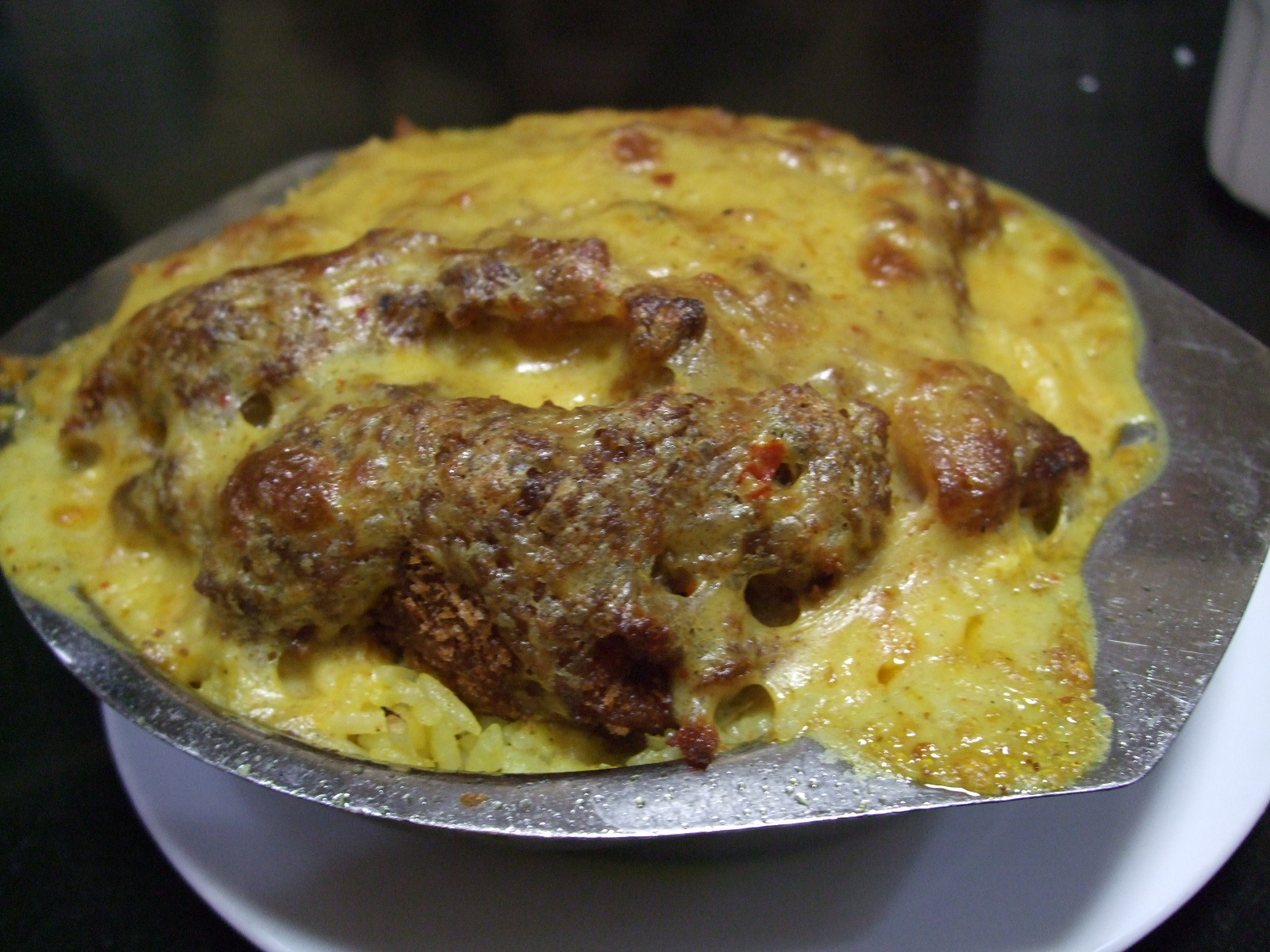
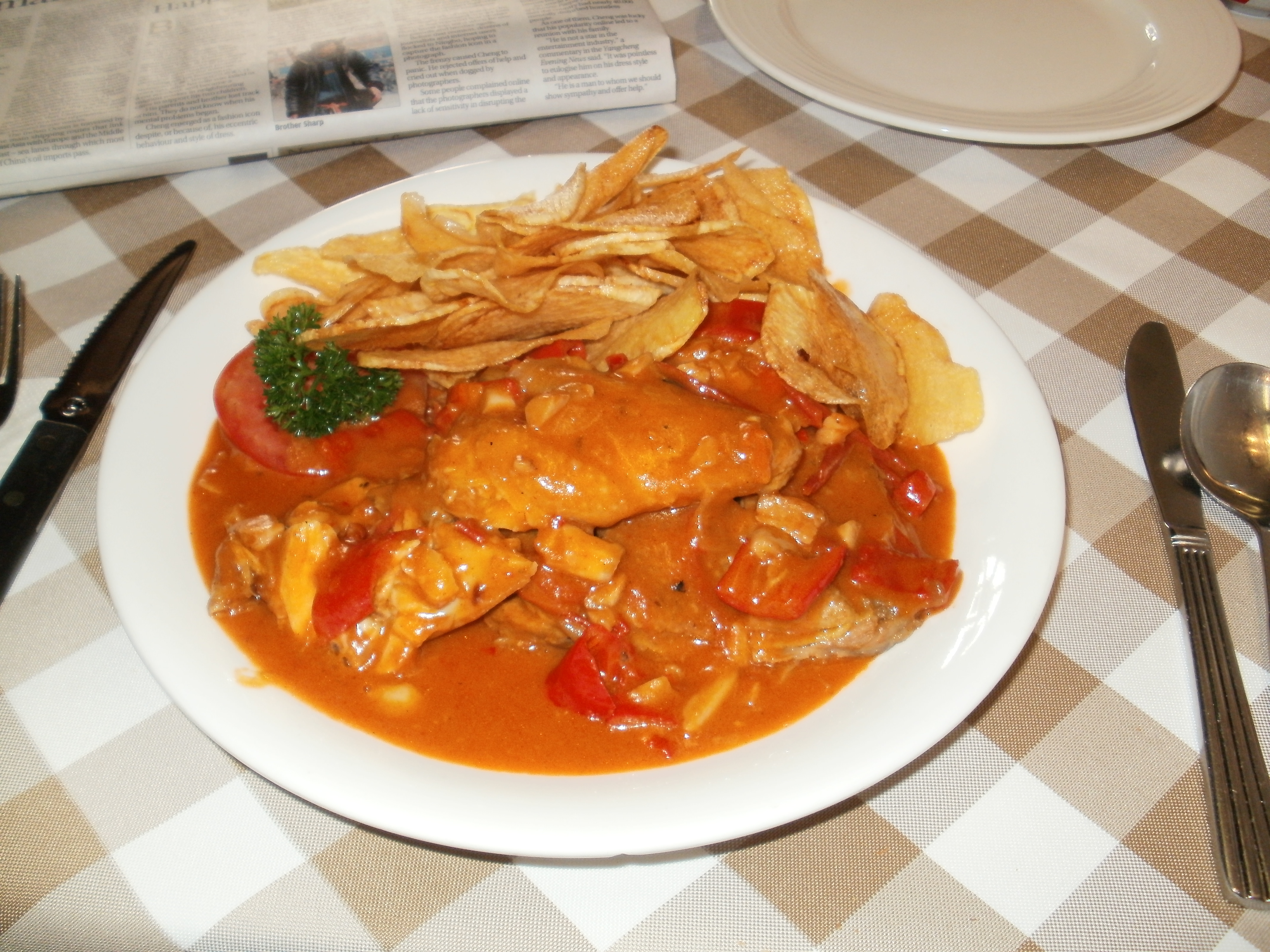
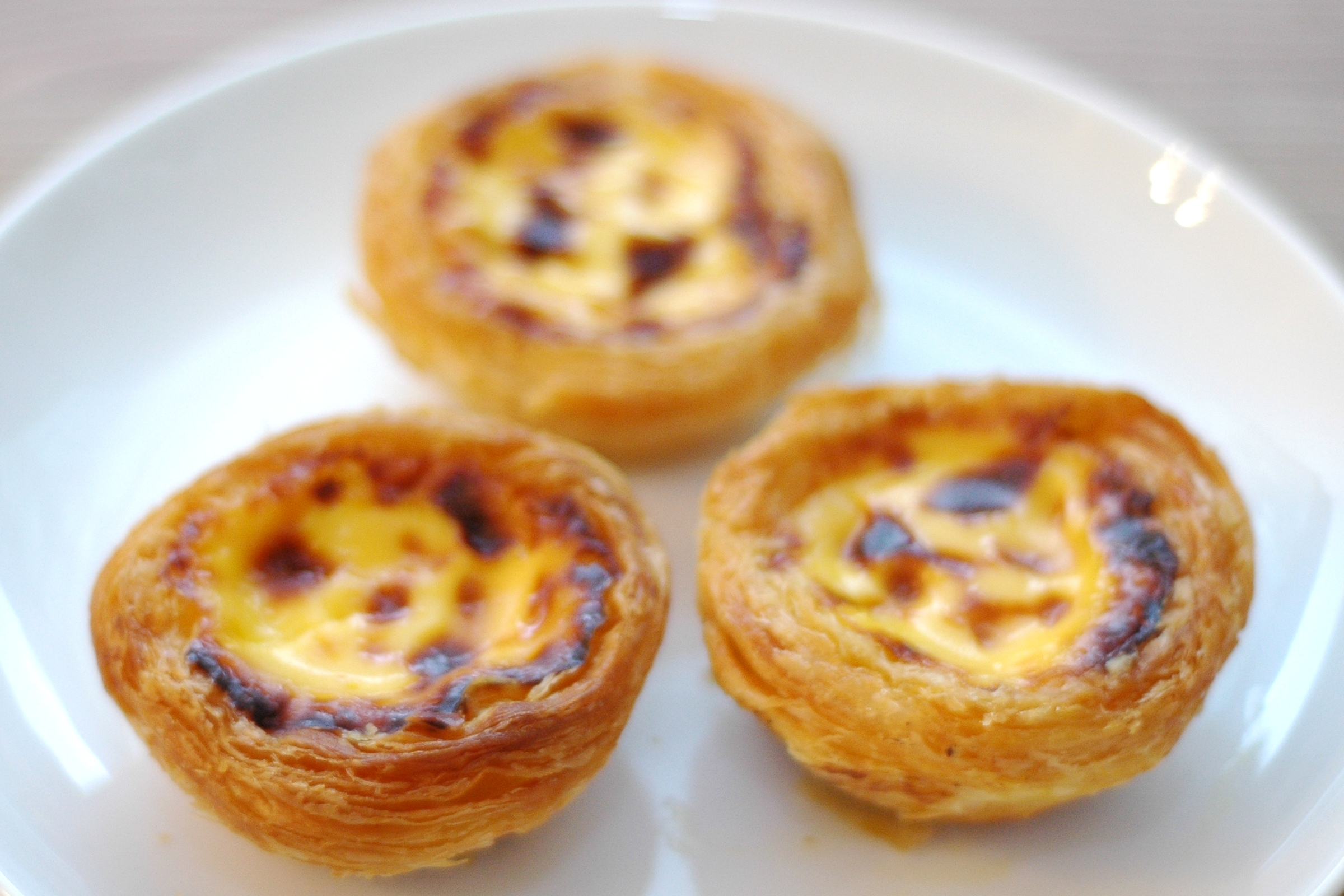

## وجبات خفيفة غير ماكاوية من ماكاو

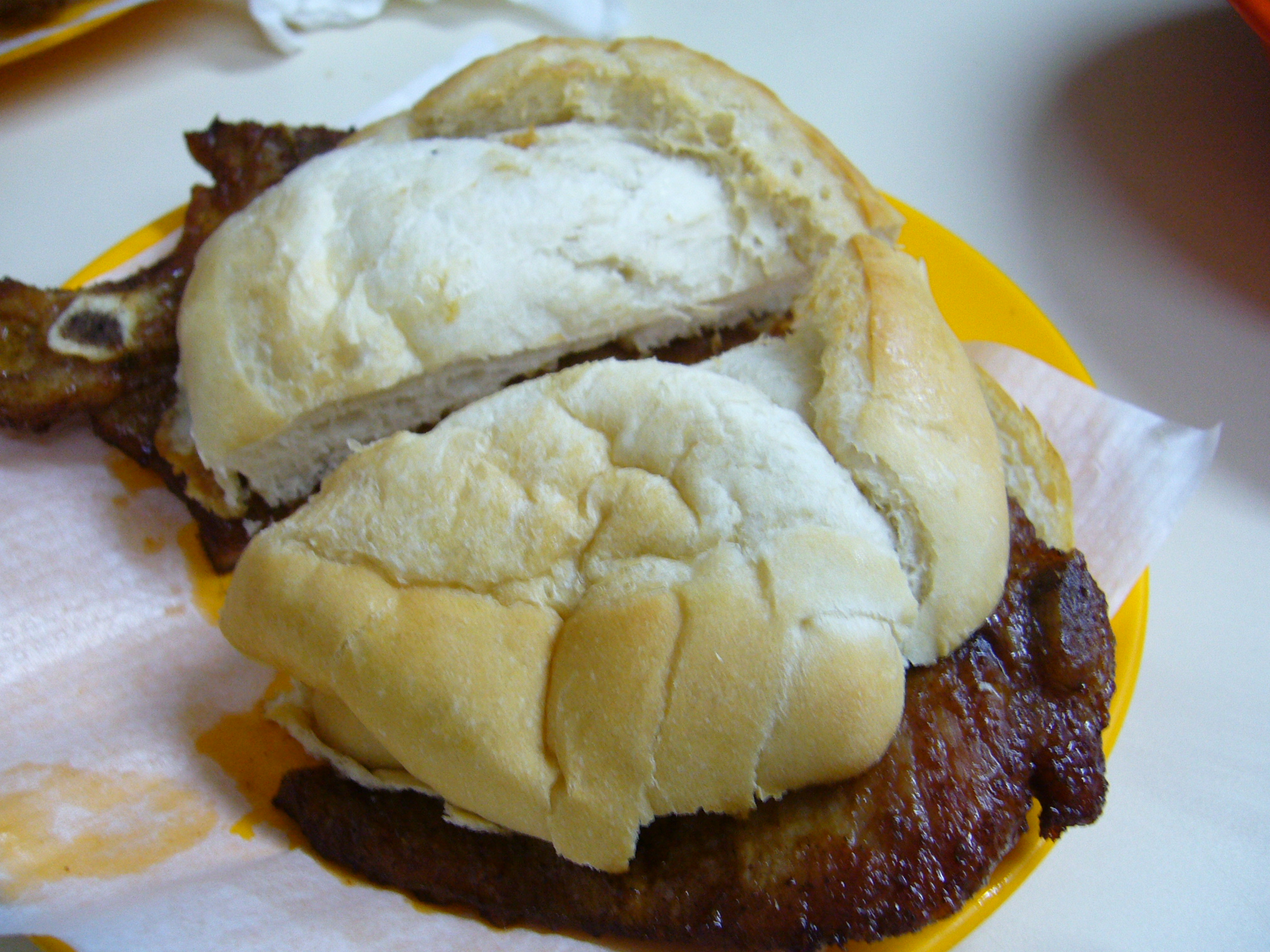
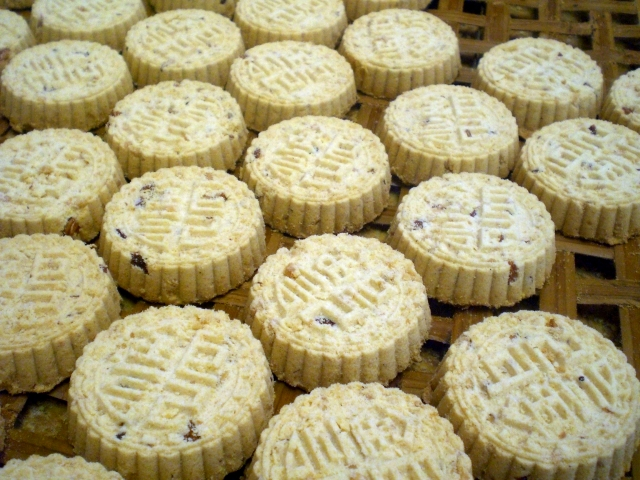
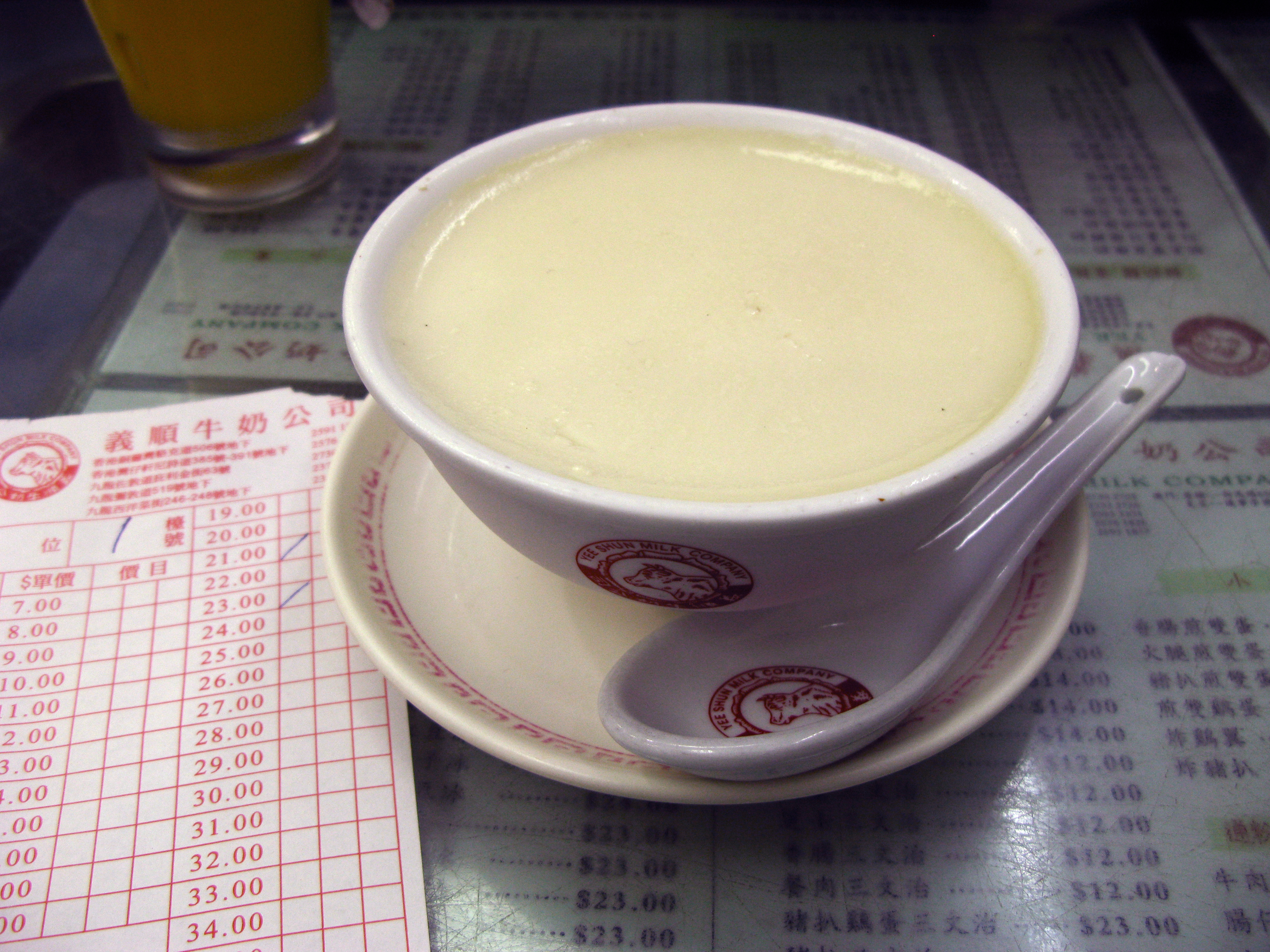